# سيريل كروفورد
سيريل كروفورد (13 مارس 1902 في نيوزيلندا - 17 يونيو 1988) (بالإنجليزية: Cyril Crawford)‏ هو لاعب كريكت نيوزلندي. لعب مع فريق كانتربري للكريكت ‏.

## وصلات خارجية
- سيريل كروفورد على موقع إي آس بي آن كريك إنفو (الإنجليزية)